# زیرکلیا
زیرکلیا (انگلیسی: Zireklya) یک شهرک در شهرستان کوگارچینسکی جمهوری باشقیرستان در کشور روسیه است.